# Маршал (Мисури)
Маршал (енгл. Marshall) град је у америчкој савезној држави Мисури.

## Демографија
По попису из 2010. године број становника је 13.065, што је 632 (5,1%) становника више него 2000. године.
| Група             | 2000.          | 2010.         |
| Белци             | 10.309 (82,9%) | 9.740 (74,6%) |
| Афроамериканци    | 920 (7,4%)     | 1.024 (7,8%)  |
| Азијати           | 48 (0,4%)      | 92 (0,7%)     |
| Хиспаноамериканци | 891 (7,2%)     | 1.723 (13,2%) |
| Укупно            | 12.433         | 13.065        |